# Rudolf Nissl
Rudolf Nissl, född den 13 april 1870 i Fügen i Tyrolen, död den 2 oktober 1955 i München, var en tysk målare.
Nissl studerade i München från 1889 och blev professor 1911. Bland hans arbeten märks Sankt Georg (1906, moderna galleriet i Wien), Stilleben och I ateljén (1910, nya pinakoteket i München).